# 적순부위
적순부위(迪順副尉)
유형 : 제도
시대 : 조선
성격 : 관품
시행일시 :  1466년(세조12)

### 정의
조선시대 무신 정7품 품계명.

### 내용
부위계(副尉階)의 상한이다. 1392년(태조 1) 7월 조선건국 직후 처음 관제를 정할 때 돈용부위(敦勇副尉)라고 하였다가, 1466년(세조 12)에 적순부위로 개칭하였다. 그리고 적순부위 이하를 참하관(參下官)이라 하였다. →무산계

### 참고 문헌
- 『태조실록(太祖實錄)』
- 『세조실록(世祖實錄)』
- 『경국대전(經國大典)』
- 『조선초기(朝鮮初期) 양반(兩班) 연구(硏究)』(이성무, 일조각, 1980)
- 「朝鮮初期の文武散階」(李成茂, 『朝鮮學報』102, 1982)